# Dragon 1
Dragon, nota anche come Dragon 1 era una capsula orbitale da trasporto sviluppata dalla Space Exploration Technologies Corporation (SpaceX). Era riutilizzabile, e in grado di raggiungere l'orbita terrestre bassa e rientrare. Nel dicembre 2010, è diventata il primo veicolo spaziale a essere portato in orbita e poi di nuovo a terra da una compagnia privata, e nel maggio 2012, il primo a raggiungere la Stazione spaziale internazionale. Lo scudo termico di questo veicolo era progettato per resistere a velocità da rientro da orbite lunari o marziane.
Le prime missioni operative di questa capsula, che era lanciata su un razzo vettore Falcon 9, erano di trasporto merci alla Stazione spaziale internazionale nell'ambito del programma della NASA Commercial Resupply Services. Dopo l'ultimo volo dimostrativo, avvenuto il 22 maggio 2012 (in cui Dragon ha effettuato il berthing per la prima volta alla stazione spaziale), il veicolo spaziale ha iniziato il suo programma regolare di rifornimenti, decollando da Cape Canaveral alle 00:35 UTC dell'8 ottobre, con la missione SpX-1.
A partire da questa capsula la SpaceX ha sviluppato la versione per il trasporto di equipaggio Dragon 2.
L'ultimo lancio della Dragon-1 è avvenuto il 7 marzo 2020 e ha segnato la conclusione dell'estensione contrattuale del primo programma Commercial Resupply Services stipulato tra NASA e SpaceX. I successivi lanci di rifornimento commerciale sono effettuati con la Dragon 2 nell'ambito del secondo programma Commercial Resupply Services (CRS-2).

## Design
| Dimensioni                                               | Dimensioni  |
| Altezza:                                                 | 7,2 m       |
| Diametro:                                                | 3,6 m       |
| Volume pressurizzato:                                    | 11 m³       |
| Volume non pressurizzato:                                | 14 m³       |
| Volume non pressurizzato (con stiva estesa addizionale): | 34 m³       |
| Massa:                                                   | 4200 kg     |
| Carico utile al lancio:                                  | 6000 kg     |
| Carico utile al rientro:                                 | 3000 kg     |
| Performance                                              | Performance |
| Resistenza:                                              | 2 anni      |
| Accelerazione nominale al rientro:                       | 3,5 G       |
| -------------------------------------------------------- | ----------- |

Dragon è una capsula balistica tradizionale con ogiva a cerniera che si apre per rivelare un Common Berthing Mechanism (in italiano letteralmente sistema di aggancio comune, è il sistema utilizzato sulla ISS per connettere tra loro tutti i moduli del segmento statunitense) per il berthing alla Stazione Spaziale Internazionale. Questo permette al Dragon di essere agganciato dal braccio robotico della Stazione e ancorato ai segmenti americani della ISS. La successiva navetta Dragon 2 (nelle due varianti Cargo Dragon e Crew Dragon) effettua invece il docking alla stazione spaziale tramite l'International Docking System Standard.

## Sviluppo

### Contratto NASA per il rifornimento della ISS

#### Commercial Orbital Transportation Services
Lo sviluppo della capsula Dragon è iniziato verso la fine del 2004. Nel 2005, la NASA avviò il programma Commercial Orbital Transportation Services (COTS), per sollecitare proposte di rifornimento della Stazione Spaziale Internazionale dopo il ritiro dello Space Shuttle. La proposta inviata dalla SpaceX nel marzo 2006 comprendeva il veicolo spaziale Dragon, e fu presentata con un team composto di un certo numero di compagnie, incluse la MD Robotics e la canadese MacDonald Dettwiler and Associates (MDA), l'azienda canadese che aveva costruito il braccio robotico della stazione spaziale.
Il 18 agosto 2006 la NASA annunciò la selezione di SpaceX e Kistler Aerospace per lo sviluppo di un mezzo per portare rifornimenti alla stazione spaziale. 
La selezione prevedeva tre voli dimostrativi della navetta Dragon tra il 2008 e il 2010, finanziati per 278 milioni di dollari per SpaceX e 207 milioni di dollari a Kistler. Quest'ultima non riuscì a rispettare gli impegni contrattuali e il suo contratto terminò nel 2007. In seguito NASA riaggiudicò il contratto con Kistler alla Orbital Sciences Corporation.

#### Commercial Resupply Services Phase 1
Il 23 dicembre 2008, NASA aggiudicò a SpaceX un contratto da 1,6 miliardi di dollari nell'ambito del programma Commercial Resupply Services (CSR-1), con opzioni che potevano incrmenetare il valore di contratto a 3,1 miliardi di dollari. Tale contratto prevedeva 12 voli, che garantissero il trasporto di almeno 20000 kg di rifornimenti ed equipaggiamento per la stazione spaziale.
Nel giugno 2009, l'amministratore delegato e CTO della SpaceX Elon Musk ha dichiarato che l'azienda prevedeva di eseguire il volo inaugurale della nave spaziale Dragon nel 2009, e di far entrare in servizio la capsula nel 2010, prima dell'ultimo volo dello Space Shuttle.
Il 23 febbraio 2009, SpaceX ha annunciato che il materiale scelto per lo scudo termico, il PICA-X, una variante di proprietà della NASA del phenolic impregnated carbon ablator, aveva superato le prove di stress da calore, in preparazione per il primo lancio del Dragon. 
Nell'estate del 2009, la SpaceX ha assunto l'ex astronauta della NASA Kenneth Bowersox come vicepresidente del suo nuovo Astronaut Safety and Mission Assurance Department (in italiano Dipartimento per la sicurezza degli astronauti e delle missioni), in preparazione ai voli del Dragon con equipaggio umano.
Nel 2010 Elon Musk ha dichiarato che il "Dragon è in grado di rientrare da una velocità da orbita lunare, o anche da una velocità da orbita marziana, con il suo scudo termico".
Il primo volo di una versione ridotta della capsula Dragon ha avuto luogo nel mese di giugno 2010 sul volo inaugurale di Falcon 9. Questa unità di veicoli spaziali di qualificazione Dragon è stata originariamente utilizzata come un banco di prova non-volante per convalidare diversi sistemi della capsula. Al primo volo, la sua missione primaria era quella di inoltrare dati aerodinamici registrati durante il lancio.
La vera e propria capsula Dragon ha volato per la prima volta l'8 dicembre 2010, durante il secondo volo del Falcon 9.
Il sistema di attracco del modulo Dragon, chiamato DragonEye, è stato testato durante la missione STS-127: è stato montato sulla porta nadir del modulo Harmony ed è stato usato durante l'avvicinamento alla Stazione spaziale internazionale. Sono quindi stati controllati sia il Lidar che li sistema di visione termica. Il DragonEye è stato mandato nuovamente in orbita con la missione STS-133, in febbraio e marzo del 2011, per ulteriori test.
Il 22 novembre 2010 la NASA ha annunciato che la Federal Aviation Administration (l'agenzia del Dipartimento dei Trasporti statunitense incaricata di regolare e sovrintendere a ogni aspetto riguardante l'aviazione civile) ha rilasciato una licenza per il Dragon. Questa è stata la prima volta che una licenza di questo tipo venne assegnata a un velivolo commerciale.
A marzo 2015, SpaceX si aggiudicò altre tre missioni all'interno della fase 1 del Commercial Resupply Services, SpaceX CRS-13, SpaceX CRS-14 e SpaceX CRS-15, per i rifornimenti della stazione spaziale durante il 2017. Il 24 febbraio 2016, vennero annunciate altre missioni aggiuntive: SpaceX CRS-16 e SpaceX CRS-17 per l'anno 2017 e le missioni SpaceX CRS-18, SpaceX CRS-19 e SpaceX CRS-20 per l'anno 2018.

#### Commercial Resupply Services Phase 2
Il programma Commercial Resupply Services-2 (CRS-2) venne attivato nel 2014, contenente una seconda fase di missioni per il rifornimento della stazione spaziale. Nel gennaio 2016 venne annunciato la selezione di SpaceX, Orbital ATK e Sierra Nevada Corporation. Il contratto, del valore complessivo di 14 miliardi di dollari prevede un minimo di sei lanci per ciascuna azienda fino al 2024. 
I lanci della seconda fase sono iniziati nel 2019.

### Voli di test

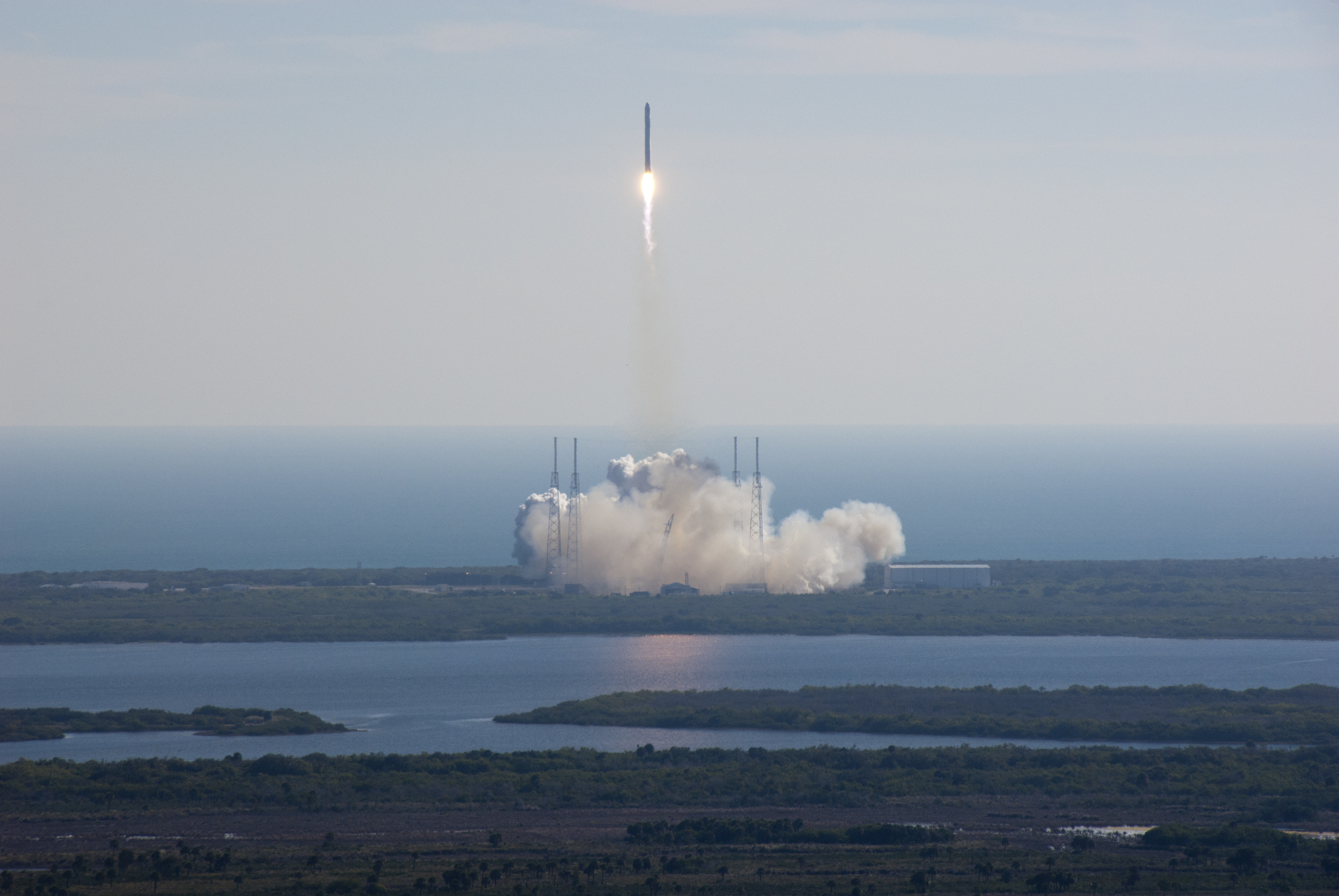
Il lancio inaugurale di Dragon sul Falcon 9.

La NASA assegnò a SpaceX tre voli di prova. Il primo volo della capsula Dragon avvenne l'8 dicembre 2010, con la missione COTS Demo Flight 1, dove un Falcon 9 con a bordo un Dragon senza equipaggio decollò da Cape Canaveral, in Florida. Il lancio fu un successo, e il Dragon si separò correttamente dal Falcon circa 10 minuti dopo il lancio. Vennero condotte tre ore di test di manovra orbitale ad una altitudine di 300 chilometri prima di far rientrare il veicolo, rientro che si concluse con successo ammarando nell'Oceano Pacifico, a circa 800 chilometri dalla costa ovest del Messico. Con questo volo furono testate l'integrità della struttura pressurizzata, la telemetria, il controllo dell'assetto (ottenuto con i motori Draco), della direzionalità, della navigazione, lo scudo termico in PICA-X e i paracadute di frenata.

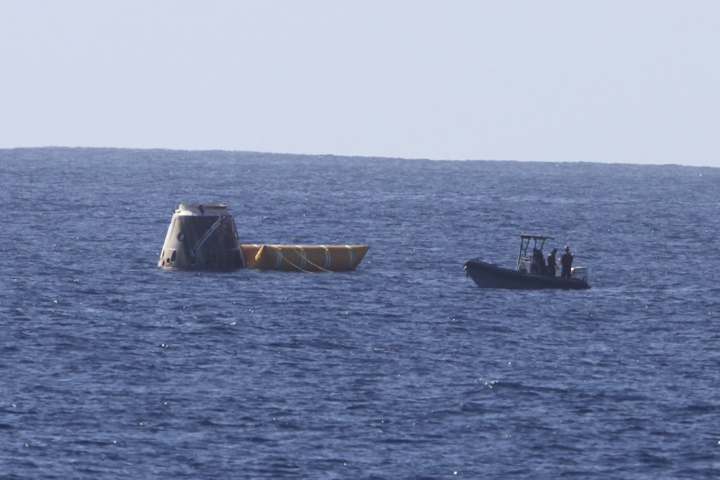
Recupero della capsula Dragon dopo il volo inaugurale

Questo fu il primo di due test di volo nell'ambito del contratto NASA Commercial Orbital Transportation Services per la convalidazione di veicoli per il rifornimento della Stazione spaziale internazionale. L'amministratore della NASA Charles Bolden si congratulò con la SpaceX per il riuscito lancio del Falcon 9 e per il successivo rientro della capsula Dragon dall'orbita terrestre.

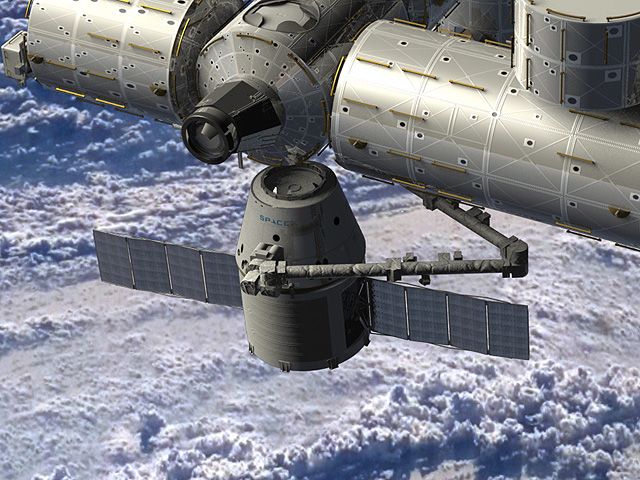
Illustrazione dell'attracco del Dragon

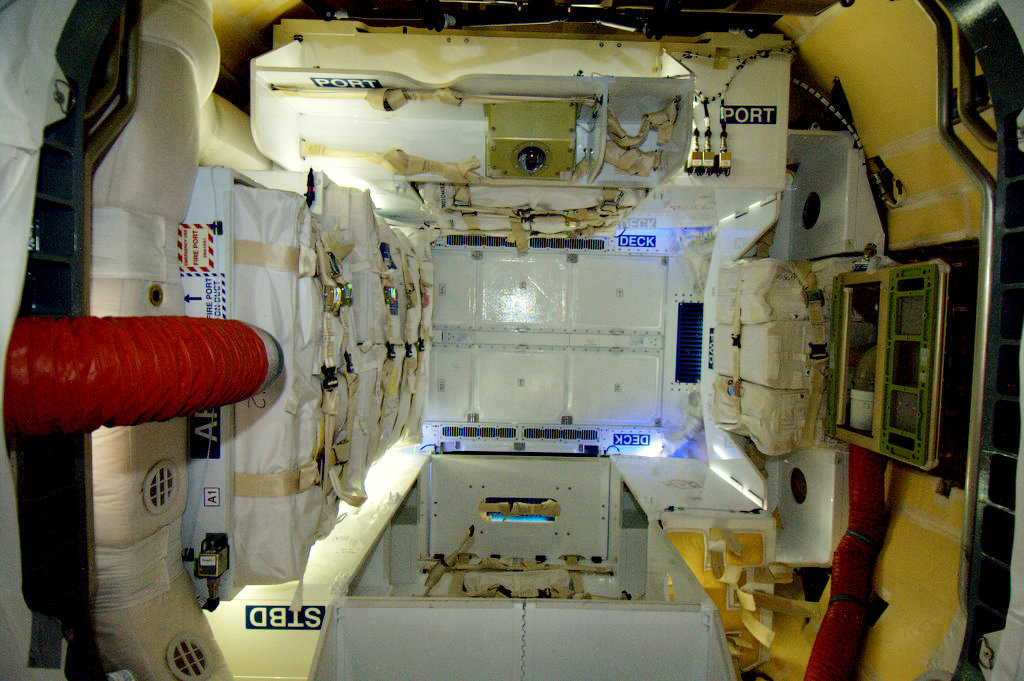
Interno della capsula Dragon attraccata alla ISS durante il COTS Demo Flight 2+.

Anche se la capsula Dragon non trasportò né passeggeri né carico pratico, la squadra della Space X l'ha lanciata con un piccolo carico segreto. Più di un giorno dopo il volo venne rivelato che il carico segreto era una ruota di formaggio Le Brouère, un omaggio al famoso sketch Il negozio di formaggi dei Monty Python's Flying Circus. Il direttore generale della SpaceX non rivelò l'identità del carico nella conferenza stampa successiva all'ammaraggio per il timore che lo scherzo mettesse in ombra il risultato della compagnia nelle notizie del giorno successivo.
La seconda missione di prova, chiamata COTS Demo Flight 2, venne lanciata il 22 maggio 2012, dopo che la NASA approvò la proposta di SpaceX di combinare gli obiettivi di missione della seconda e della terza missione di prova in un singolo volo, rinominato COTS 2+. In questa missione, la navetta condusse test in orbita dei propri sistemi di navigazione e delle procedure di annullamento del lancio, prima di essere agganciata alla stazione spaziale tramite il braccio robotico il 25 maggio 2012. La navetta rientrò il 31 maggio 2012, ammarando nell'oceano Pacifico e fu recuperata con successo.
Il 23 agosto 2012, l'amministratore della NASA Charles Bolden annunciò che SpaceX aveva completato tutti gli obiettivi del contratto COTS, e fu autorizzata ad iniziare le missioni di rifornimento della stazione spaziale del programma Commercial Resupply Services.

### Riutilizzo delle navette
La missione SpaceX CRS-11, lanciata con successo il 3 giugno 2017 dal Kennedy Space Center, è stata la prima missione a riutilizzare una navetta Dragon che aveva già volato a settembre 2014 nella missione CRS-4. In questa missione la navetta ha trasportato 2708 kg di rifornimenti alla stazione spaziale, tra cui il Neutron Star Interior Composition Explorer (NICER) 
Il primo stadio del lanciatore Falcon 9 atterrò con successo nella Landing Zone 1.
La missione SpaceX CRS-13, lanciata il 15 dicembre 2017 dal Complesso di lancio 40, è stata la seconda missione ad impiegare una navetta che aveva già svolto una precedente missione, ed è stata la prima volta in cui è stato impiegato un lanciatore il cui primo stadio aveva già volato. La missione ha trasportato sulla stazione spaziale  1560 kg di cargo pressurizzato e 645 kg di rifornimenti non pressurizzati.

### Sviluppo della navetta con equipaggio

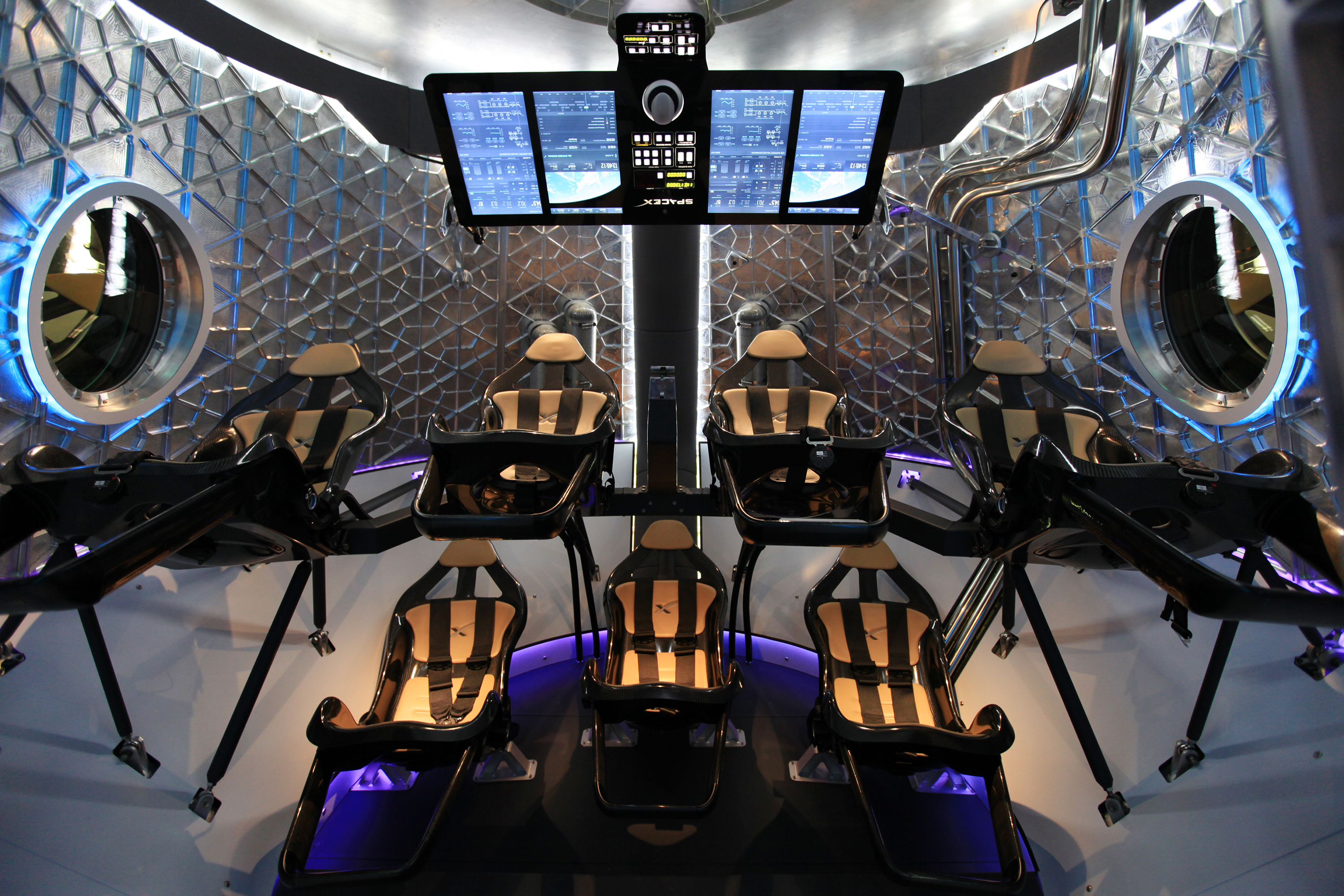
Interno della navetta Dragon 2

Nel 2006, Elon Musk affermò che SpaceX aveva sviluppato "il prototipo di una navetta con equipaggio, che comprende un sistema di supporto vitale accuratamente testato per 30 giorni-uomo". Tra il 2009 e il 2010, Musk dichiarò in diverse occasioni che il progetto di una variante della navetta Dragon con equipaggio stava procedendo e che era prevista la conclusione in due o tre anni. Nel 2010 Musk aggiunse che i costi di sviluppo sarebbero ammontati tra 800 milioni e 1 miliardo di dollari.

## Lista dei veicoli
| Identificativo | Nome | Tipo       | Status    | Voli | Tempo di volo | Note |
| -------------- | ---- | ---------- | --------- | ---- | ------------- | --- |
| C101           | N.D. | Prototipo  | Ritirato  | 1    | 3h 19m        | Esposta nella sede centrale di SpaceX                                                                          |
| C102           | N.D. | Produzione | Ritirato  | 1    | 9g 7h 57m     | Esposta al centro visitatori del Kennedy Space Center                                                          |
| C103           | N.D. | Produzione | Ritirato  | 1    | 20g 18h 47m   | Impiegata per la missione CRS-1                                                                                |
| C104           | N.D. | Produzione | Ritirato  | 1    | 25g 1h 24m    | Impiegata per la missione CRS-2                                                                                |
| C105           | N.D. | Produzione | Ritirato  | 1    | 29g 23h 38m   | Impiegata per la missione CRS-3                                                                                |
| C106           | N.D. | Produzione | Ritirato  | 3    | 97g, 3h, 2m   | Impiegata per le missioni CRS-4, CRS-11, CRS-19                                                                |
| C107           | N.D. | Produzione | Ritirato  | 1    | 31g 14h 56m   | Impiegata per la missione CRS-5.                                                                               |
| C108           | N.D. | Produzione | Ritirato  | 3    | 98g, 18h, 50m | Impiegata per le missioni CRS-6, CRS-13, CRS-18                                                                |
| C109           | N.D. | Produzione | Distrutto | 1    | 2m            | Distrutta all'impatto con l'oceano dopo l'avaria al primo stadio del lanciatore Falcon 9 nella missione CRS-7. |
| C110           | N.D. | Produzione | Ritirato  | 2    | 65g, 20h, 20m | Impiegata per le missioni CRS-8, CRS-14                                                                        |
| C111           | N.D. | Produzione | Ritirato  | 2    | 74g, 23h, 38m | Impiegata per le missioni CRS-9, CRS-15                                                                        |
| C112           | N.D. | Produzione | Ritirato  | 3    | 99g, 1h       | Impiegata per le missioni CRS-10, CRS-16, CRS-20                                                               |
| C113           | N.D. | Produzione | Ritirato  | 2    | 64g, 12h, 04m | Ultima navetta Dragon 1 prodotta, impiegata per le missioni CRS-12 e CRS-17.                                   |

## Lista delle missioni
Tutte le missioni COTS/CRS sono state lanciate dal complesso di lancio 40 della Cape Canaveral Air Force Station.
| Missione       | Stemma | Navetta  | Lanciatore             | Data di lancio (UTC) | Durata attracco alla ISS | Esito missione                                 |
| -------------- | --- | -------- | ---------------------- | -------------------- | ------------------------ | ---------------------------------------------- |
| Demo Flight 1  | | C101     | F9 v1.0 B0004          | 8 dicembre 2010      | N.D.                     | Riuscito                                       |
| Demo Flight 1  | Prima missione Dragon, secondo lancio del Falcon 9. La missione ha collaudato le capacità di manovra orbitale e rientro della navetta. Dopo essere stata recuperata, la navetta è esposta alla sede centrale di SpaceX |          |                        |                      |                          |                                                |
| Demo Flight 2+ | | C102     | F9 v1.0 B0005          | 22 maggio 2012       | 5g 17h 47m               | Riuscito                                       |
| Demo Flight 2+ | Prima missione Dragon con una navetta di produzione, prima missione ad effettuare un rendezvous e il berthing con la stazione spaziale. Dopo essere stata recuperata, la navetta è stata esposta al centro visitatori del Kennedy Space Center |          |                        |                      |                          |                                                |
| CRS-1          | | C103     | F9 v1.0 B0006          | 8 ottobre 2012       | 17g 22h 16m              | Riuscito                                       |
| CRS-1          | Prima missione del programma Commercial Resupply Services (CRS), prima missione operativa. Il vettore di lancio Falcon 9 ha avuto una parziale avaria al motore ma è stato in grado di portale la navetta in orbita. Tuttavia un carico secondario, un satellite, non ha raggiunto l'orbita corretta. |          |                        |                      |                          |                                                |
| CRS-2          | | C104     | F9 v1.0 B0007          | 1º marzo 2013        | 22g 18h 14m              | Riuscito, anomalia ai propulsori della navetta |
| CRS-2          | Primo lancio della navetta Dragon con l'utilizzo della sezione cargo. Il lancio ha avuto successo, ma si sono verificate anomalie con i propulsori della navetta poco dopo il decollo. I propulsori sono stati successivamente riattivati e la navetta ha effettuato le correzioni orbitali. Il rendezvous con la stazione spaziale è stato rimandato al 2 marzo al giorno successivo. La navetta è rientrata con successo il 26 marzo 2013. |          |                        |                      |                          |                                                |
| CRS-3          | | C105     | F9 v1.1 F9-009         | 18 aprile 2014       | 27g 21h 49m              | Riuscito                                       |
| CRS-3          | Primo lancio di una versione riprogettata nell'avionica e nello scomparto cargo. Prima missione CRS effettuata con un Falcon 9 provvisto di cavalletti di atterraggio |          |                        |                      |                          |                                                |
| CRS-4          | | C106     | F9 v1.1 F9-012 B1010   | 21 settembre 2014    | 31g 22h 41m              | Riuscito                                       |
| CRS-4          | Primo lancio di una navetta Dragon con un carico di rifornimenti per la stazione spaziale che comprendeva anche degli esseri viventi, 20 topi appartenenti ad un esperimento NASA per lo studio degli effetti fisiologici che si verificano durante la permanenza nello spazio. |          |                        |                      |                          |                                                |
| CRS-5          | | C107     | F9 v1.1 F9-014 B1012   | 10 gennaio 2015      | 29g 3h 17m               | Riuscito                                       |
| CRS-5          | Il carico della missione è stato modificato a seguito del fallimento del lancio della missione Cygnus CRS Orb-3.. Ha trasportato l'esperimento Cloud Aerosol Transport System. |          |                        |                      |                          |                                                |
| CRS-6          | | C108     | F9 v1.1 F9-017 B1015   | 14 aprile 2015       | 33g 20h                  | Riuscito                                       |
| CRS-6          | Rifornimento della ISS. Atterraggio morbido del primo stadio poi caduto in mare. |          |                        |                      |                          |                                                |
| CRS-7          | | C109     | F9 v1.1 F9-020 B1018   | 19 giugno 2015       | N.D.                     | Fallito                                        |
| CRS-7          | La missione avrebbe dovuto portare sulla stazione due International Docking Adapter (IDA) per aggiornare i moduli russi che impiegano gli adattatori APAS-95. Il carico è stato perso a causa di una esplosione in volo del vettore di lancio. La navetta Dragon è sopravvissuta all'esplosione, e avrebbe potuto dispiegare i paracadute per l'ammaraggio, ma il software non aveva previsto questa particolare situazione.                 |          |                        |                      |                          |                                                |
| CRS-8          | | C110     | F9 FT F9-023 B1021.1   | 8 Aprile 2016        | 30g 21h 3m               | Riuscito                                       |
| CRS-8          | La missione ha portato sulla stazione spaziale il modulo Bigelow Expandable Activity Module (BEAM) di Bigelow Aerospace.. Il primo stadio del vettore di lancio è atterratto con successo sulla piattaforma. Un mese dopo la navetta Dragon è rientrata con successo, trasportando campioni biologici |          |                        |                      |                          |                                                |
| CRS-9          | | C111     | F9 FT F9-027 B1025.1   | 18 luglio 2016       | 36g 6h 57m               | Riuscito                                       |
| CRS-9          | La missione ha trasportato l'adattatore International Docking Adapter (IDA-2) per modificare il portello di attracco Pressurized Mating Adapter (PMA-2). |          |                        |                      |                          |                                                |
| CRS-10         | | C112     | F9 FT F9-031 B1031.1   | 19 febbraio 2017     | 23g 8h 8m                | Riuscito                                       |
| CRS-10         | Primo lancio dal complesso di lancio 39A del Kennedy Space Center dalla missione STS-135. Il berthing alla stazione spaziale è stato ritardato a causa di incompatibilità software. |          |                        |                      |                          |                                                |
| CRS-11         | | C106.2 ♺ | F9 FT F9-036 B1035.1   | 3 giugno 2017        | 27g 1h 53m               | Riuscito                                       |
| CRS-11         | Prima missione a riutilizzare una navetta Dragon già impiegata in una missione precedente SpaceX CRS-4 |          |                        |                      |                          |                                                |
| CRS-12         | | C113     | F9 B4 F9-041 B1038.1   | 14 agosto 2017       | 31g 6h                   | Riuscito                                       |
| CRS-12         | Ultima missione ad impiegare una navetta Dragon nuova. |          |                        |                      |                          |                                                |
| CRS-13         | | C108.2 ♺ | F9 FT F9-045 B1042.1   | 15 dicembre 2017     | 25g 21h 21m              | Riuscito                                       |
| CRS-13         | La missione ha riutilizzato una navetta Dragon. Prima missione NASA ad impiegare un vettore di lancio Falcon 9 riutilizzato. |          |                        |                      |                          |                                                |
| CRS-14         | | C110.2 ♺ | F9 B4 F9-053 ♺ B1039.2 | 2 aprile 2018        | 30g 16h                  | Riuscito                                       |
| CRS-14         | La missione ha riutilizzato una navetta Dragon. Sono stati riportati a terra 4 000 libbre (1 800 kg) di materiali dalla stazione spaziale |          |                        |                      |                          |                                                |
| CRS-15         | | C111.2 ♺ | F9 B4 F9-058 ♺ B1045.2 | 29 giugno 2018       | 32g 45m                  | Riuscito                                       |
| CRS-15         | La missione ha riutilizzato una navetta Dragon |          |                        |                      |                          |                                                |
| CRS-16         | | C112.2 ♺ | F9 B5 B1050.1          | 5 dicembre 2018      | 36g 4h                   | Riuscito                                       |
| CRS-16         | La missione ha riutilizzato una navetta Dragon. L'atterraggio del primo stadio del vettore di lancio è fallito a causa del blocco di una pompa idraulica di una pinna a griglia. |          |                        |                      |                          |                                                |
| CRS-17         | | C113.2 ♺ | F9 B5 B1056.1          | 4 maggio 2019        | 27g 23h 2m               | Riuscito                                       |
| CRS-17         | La missione ha riutilizzato una navetta Dragon. |          |                        |                      |                          |                                                |
| CRS-18         | | C108.3 ♺ | F9 B5 ♺ B1056.2        | 24 giugno 2019       | 30g 20h 24m              | Riuscito                                       |
| CRS-18         | Prima navetta ad essere riutilizzata due volte. |          |                        |                      |                          |                                                |
| CRS-19         | | C106.3 ♺ | F9 B5 B1059.1          | 5 dicembre 2019      | 29g 19h 54m              | Riuscito                                       |
| CRS-19         | La missione ha impiegato una navetta Dragon riutilizzata due volte |          |                        |                      |                          |                                                |
| CRS-20         | | C112.3 ♺ | F9 B5 ♺ B1059.2        | 7 marzo 2020         | 28g 22h 12m              | Riuscito                                       |
| CRS-20         | La missione ha impiegato una navetta Dragon riutilizzata due volte. Ultima missione della navetta Dragon |          |                        |                      |                          |                                                |

## Specifiche

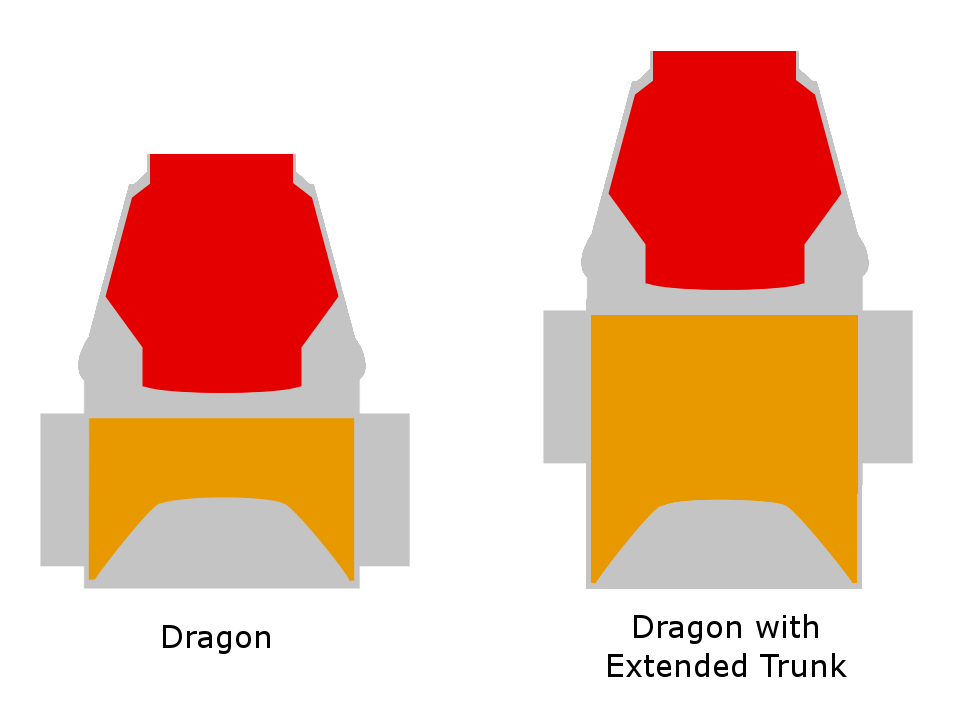
Schema che mostra la sezione pressurizzata (rossa) e non pressurizzata (arancione) di Dragon; si noti anche la versione con segmento non pressurizzato esteso.

La capsula Dragon può trasportare in orbita terrestre bassa fino a sette passeggeri in configurazione equipaggio, oppure 6000 kg e 24 m³ di carico utile, eventualmente estensibili a 44 m³, in configurazione cargo.
Specifiche generali della navicella in entrambe le modalità:
- 18 propulsori a razzo Draco, dual-ridondanti su tutti gli assi (il veicolo può sopportarne la perdita di due qualsiasi senza conseguenze per il controllo dell'assetto di volo), e in grado di generare 400 N di spinta;[87]
- scudo termico PICA-X (versione migliorata degli scudi PICA della NASA, sviluppato dalla SpaceX appositamente per Dragon).[87]

### Versione senza equipaggio
Le seguenti specifiche tecniche sono state pubblicate dalla SpaceX relativamente a DragonLab, cioè alla versione senza equipaggio della capsula Dragon, quando usata per voli commerciali (quindi non per conto della NASA o comunque non riguardanti l'ISS).
Anche questa versione è in grado di trasportare carichi pressurizzati e non, ed è riutilizzabile. I suoi sottosistemi includono la propulsione, l'energia, il controllo ambientale, i sistemi di comunicazione, la protezione termica, l'avionica e i software di volo e di guida.
Vano interno pressurizzato
- 10 m³ interni pressurizzati di carico utile, con controllo ambientale;[10]
- Atmosfera interna: temperatura 10-46 °C; umidità relativa 25~75%; pressione dall'aria 958,4~1027 hPa.[10]

Vano sensori non pressurizzato (carico recuperabile)
- 0,1 m³ di volume di carico non pressurizzato;
- Il portellone del vano sensori si apre dopo l'inserimento in orbita per consentire l'esposizione completa dei sensori all'ambiente spaziale, e si chiude prima del rientro nell'atmosfera terrestre.[10]

Segmento non pressurizzato (non recuperabile)
- 14 m³ di volume di carico nel segmento di 2,3 m, a poppa del vano pressurizzato. Possibilità di estendere il segmento di altri 2 m, per arrivare a 4,3 m di lunghezza totale; il volume di carico aumenta a 34 m³.[10]
- Supporta sensori e l'apertura misura 3,5 m di diametro.[10]

Energia, telemetria e comandi
- Energia: due pannelli solari gemelli, che si dispiegano una volta in orbita, forniscono 1500 W di carico (con 4 000 W di picco), a 28 e 120 VCC;[10]
- comunicazioni della capsula: standard commerciale RS-422 e standard militare MIL-STD-1553 seriale I/O, più connessione Ethernet per servizi di carico che utilizzano l'Internet Protocol;
- uplink di comando: 300 kbps;[10]
- downlink telemetria/dati: 300 Mbps standard, telemetria Banda S tollerante ai guasti e trasmettitori video.[10]

## Produzione
Dal dicembre 2010, la SpaceX produce una nuova capsula Dragon e un razzo Falcon 9 ogni tre mesi.